# Mirek Topolánek
Mirek Topolánek (Vsetín (Moràvia), 15 de maig de 1956) és un polític txec que fou primer ministre del 2006 al 2009. Va presidir el Partit Democràtic Cívic, de centredreta, entre el 2002 i el 2010, com a successor de Václav Klaus. El 24 de març de 2009 va anunciar la seva dimissió i la del govern de coalició que presidia després de perdre una moció de censura al Parlament, i ho va fer efectiu el 8 de maig següent, havent de deixar també abans d'hora la presidència rotatòria semestral del Consell Europeu. Fou substituït pel tecnòcrata Jan Fischer al capdavant d'un govern de gestió.